# Ectobius sjoestedti
Ectobius sjoestedti es una especie de cucaracha del género Ectobius, familia Ectobiidae.

## Distribución
Esta especie se encuentra en Sudán, Etiopía, Uganda, Kenia, República Democrática del Congo, Ruanda, Burundi y Tanzania.